# Sphenodon punctatus guntheri
Sphenodon punctatus guntheri (лат.) — подвид гаттерии (Sphenodon punctatus), пресмыкающегося из отряда клювоголовых. Ранее считался самостоятельным видом Sphenodon guntheri, но генетическое исследование 2009 года доказало, что он является подвидом.

## Ареал и популяция

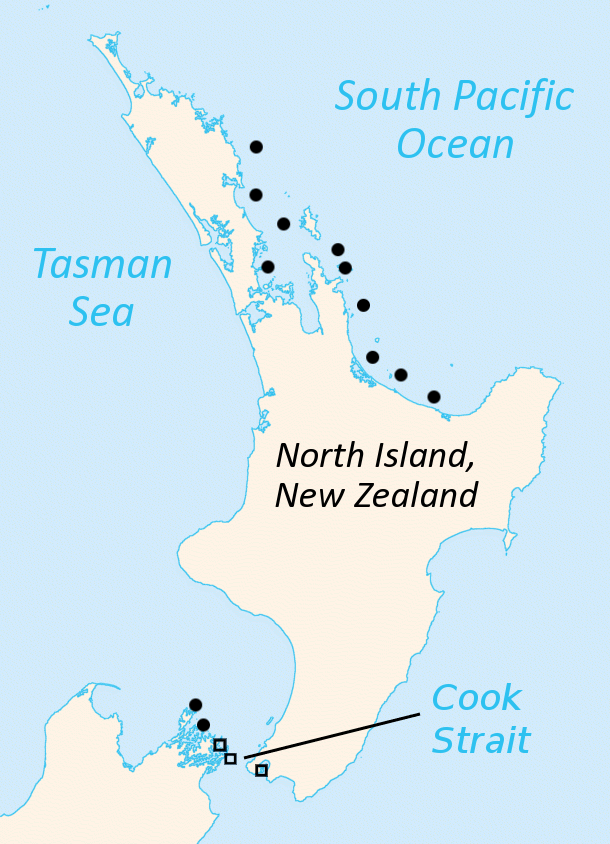
Современное распространение гаттерий. Кружочками обозначен ареал Sphenodon punctatus punctatus, квадратиками — Sphenodon punctatus guntheri. Один кружочек может обозначать до 7 островков

Природная популяция (около 400 особей) обитает на острове Норт-Бразер (англ. North Brother Island) в проливе Кука, где населяет пляжи и лесные участки.
В 1995 году 50 молодых и 18 взрослых Sphenodon guntheri были переселены на остров Тити в проливе Кука, после чего проводился мониторинг этих особей. Два года спустя, более половины из выпущенных особей были обнаружены, и все, кроме одной, увеличили свой вес. В 1998 году 34 молодые особи, выращенные в неволе, и 20 взрослых, пойманных в диких условиях, были переселены на более доступные для публики острова Матиу (Сомес) в бухте города Веллингтона.
В конце октября 2007 года было объявлено, что 50 гаттерий, высиженных из яиц с острова Бразер в Университете Виктории в Веллингтоне, были выпущены в области под названием Long Island, Marlborough. Животных содержали в зоопарке Веллингтона на протяжении 5 лет, в тайне от публики.

## Описание
Окрас серый, оливковый или тёмно-розовый. На шее, спине и по хвосту рассыпаны серые, белые и желтые пятна. Тело приземистое, лапы длинные, голова относительно большая. Самцы крупнее самок и имеют более крупный гребень на спине. Недавно вылупившиеся особи имеют коричневую или серую окраску, с розовыми оттенком.

## Питание
Питается в основном яйцами и птенцами, реже — насекомыми, птицами или ящерицами.